# 溴间苯三酚
溴间苯三酚（英語：bromophloroglucinol）是一种有机化合物，化学式C6H5BrO3，可见于Eisenia arborea、Rhabdonia verticillata等物种。

## 反应
溴化铵-过一硫酸氢钾可以将溴间苯三酚进一步溴化，得到二溴间苯三酚。
它和氰化亚铜在二甲基甲酰胺中加热反应，可以得到氰基间苯三酚。